# Miguel Cevasco
Miguel Cevasco (ur. 27 grudnia 1981 roku w Limie) – peruwiański piłkarz grający na pozycji pomocnika w Universitario de Deportes. W kadrze narodowej rozegrał dotąd 8 spotkań zdobywając jedną bramkę 6 lutego 2008 roku w meczu z Boliwią.